# Čenkovce
Čenkovce (maďarsky Csenke) jsou obec na Slovensku v okrese Dunajská Streda. Nachází se v Podunajské nížině na Žitném ostrově. V roce 2004 měla 821 obyvatel.

## Historie
První písemná zmínka o obci pochází z roku 1240. V letech 1938–1945 byla obec připojena k Maďarsku. Původní název obce zněl Csenke, na Čenkovce byla obec přejmenována v roce 1948. V letech 1956 až 1993 byly Čenkovce částí obce Zlaté Klasy.